# 25555 Ratnavarma
25555 Ratnavarma este un asteroid din centura principală de asteroizi.

## Descriere
25555 Ratnavarma este un asteroid din centura principală de asteroizi. A fost descoperit pe 10 decembrie 1999 la Socorro, New Mexico, în cadrul proiectului LINEAR. Asteroidul prezintă o orbită caracterizată de o semiaxă mare de 2,81 ua, o excentricitate de 0,12 și o înclinație de 6,1° în raport cu ecliptica.